# ジェームズ・メイソン
ジェームズ・メイソン（James Mason, 1909年5月15日 - 1984年7月27日）は、イギリス出身の俳優。イングランドのウエストヨークシャー州生まれ。

## 生涯
毛皮商人の家に生まれる。建築家を目指してケンブリッジ大学で建築を専攻し学位も取ったが、折からの不況で軌道に乗らず、もう一つの夢であった演劇に関わるようになる。学生劇の舞台に立った後、ある舞台劇の地方公演の主演者を募集しているのを聞きつけて応募、1931年に、その芝居の公演でプロとしてスタートを切る。クロイドンの舞台をへて、1933年にロンドンにデビュー、まもなくロンドンのオールド・ヴィック・シアターやダブリンのゲート・シアターにも参加するようになった。1935年に映画にもデビュー、1943年に変質者の主人公を演じた『灰色の男』や、1945年の女の横っ面をひっぱたくシーンが物議を醸した『第七のヴェール』が出世作となり、さらに1946年にはキャロル・リードの『邪魔者は殺せ』で人気は決定的なものとなった。ベルベット・ボイスと呼ばれた柔らかい声が激情と共に太く変化していく怖さと几帳面な演技は批評家に絶賛される。この頃にデイリー・メール紙によって最もポピュラーなイギリス俳優として選出される。
1947年にはブロードウェイにデビュー、ハリウッドにも進出して『砂漠の鬼将軍』、『五本の指』、『ジュリアス・シーザー』、『スタア誕生』などによって幅広いファンをつかむ。自分の気に入らない役は絶対に引き受けないと公言するほどの自信家で、何より当時のハリウッドではメイソンのような屈折したニヒリストを演じきれる俳優が皆無だった。役の善悪を問わず、主役から脇役まで自由自在に演じ、1984年の死去までに出演作が100本以上に及ぶ息の長い俳優人生であった。
重厚な文芸映画から、『海底二万哩』のような、かつて荒唐無稽の代名詞だったSF映画まで、出演した映画のジャンルは多岐にわたるが、そのことが俳優キャリアにとっては仇となり、ローレンス・オリヴィエと並び称されるイギリス人俳優でありながら、大きな賞とは縁のない俳優人生を送った。アカデミー賞にも『スタア誕生』『ジョージー・ガール』『評決』でノミネートされながら、ついに一度も受賞はしなかった事から、彼を指して「無冠の名優」「無冠の帝王」などと呼ぶことも多い。
1940年に共同で脚本を執筆したことのあるパメラ・ケリノと結婚、一男一女を儲け、二人して1949年と1957年に本も出版するが、1964年に離婚。1969年に『としごろ』で共演した女優クレリッサ・ケイと1971年に再婚した。
晩年はスイスに移住し、1984年にローザンヌの自宅にて心臓発作で亡くなった。隣村に住んでいた晩年のチャールズ・チャップリンと親交があったという。
1981年には自伝も出版。
息子のモーガン・メイソンは子役を経て、映画プロデューサーとなり歌手のベリンダ・カーライルと結婚。孫のジェームズ・デューク・メイソンも俳優となった。

## 主な出演作品
| 公開年 | 邦題 原題                                                                   | 役名                                                    | 備考                                                              |
| ------ | --------------------------------------------------------------------------- | ------------------------------------------------------- | ----------------------------------------------------------------- |
| 1943   | 灰色の男 The Man in Grey                                                    | ローハン                                                |                                                                   |
| 1944   | あるスパイの末路 Hotel Reserve                                              | ピーター                                                |                                                                   |
| 1944   | 激情 Fanny by Gaslight                                                      | Lord Manderstoke                                        |                                                                   |
| 1945   | 第七のヴェール The Seventh Veil                                             | ニコラス                                                |                                                                   |
| 1945   | 妖婦 The Wicked Lady                                                        | ジェリー・ジャクソン                                    |                                                                   |
| 1947   | 邪魔者は殺せ Odd Man Out                                                    | ジョニー・マックイーン                                  |                                                                   |
| 1947   | 霧の夜の戦慄 The Upturned Glass                                             | マイケル・ジョイス                                      |                                                                   |
| 1949   | 魅せられて Caught                                                           | ラリー                                                  |                                                                   |
| 1949   | ボヴァリー夫人 Madame Bovary                                                | ギュスターヴ・フローベール                              |                                                                   |
| 1949   | 無謀な瞬間 The Reckless Moment                                              | マーティン                                              |                                                                   |
| 1951   | パンドラ Pandora and the Flying Dutchman                                    | ヘンドリック・ヴァン・デル・ツエ（Hendrik van der Zee） |                                                                   |
| 1951   | 砂漠の鬼将軍 The Desert Fox: The Story of Rommel                            | エルヴィン・ロンメル                                    |                                                                   |
| 1952   | 魅入られた女 Lady Possessed                                                 | ジミー・デル・パルマ                                    |                                                                   |
| 1952   | 五本の指 5 Fingers                                                          | ユリシーズ                                              |                                                                   |
| 1952   | ゼンダ城の虜 The Prisoner of Zenda                                          | ルパート・ヘンツォ伯爵                                  |                                                                   |
| 1952   | ハルコア号の冒険 Face to Face                                               | 船長                                                    |                                                                   |
| 1953   | 三つの恋の物語 The Story of Three Loves                                     | チャールズ                                              |                                                                   |
| 1953   | 流刑の大陸 Botany Bay                                                       | ポール・ギルバート                                      |                                                                   |
| 1953   | 砂漠の鼡 The Desert Rats                                                    | エルヴィン・ロンメル                                    |                                                                   |
| 1953   | ジュリアス・シーザー Julius Caesar                                          | ブルータス                                              |                                                                   |
| 1953   | 二つの世界の男 The Man Between                                              | イーヴォ・カーン                                        | ナショナル・ボード・オブ・レビュー賞 男優賞 受賞                  |
| 1954   | 炎と剣 Prince Valiant                                                       | サー・ブラック                                          |                                                                   |
| 1954   | スタア誕生 A Star Is Born                                                   | ノーマン・メイン                                        | ゴールデングローブ賞 主演男優賞 (ミュージカル・コメディ部門) 受賞 |
| 1954   | 海底二万哩 20,000 Leagues Under the Sea                                     | ネモ船長                                                |                                                                   |
| 1956   | 黒の報酬 Bigger Than Life                                                   | エド                                                    | 出演/製作                                                         |
| 1957   | 日のあたる島 Island in the Sun                                              | マックスウェル                                          |                                                                   |
| 1958   | 針なき時計 Cry Terror!                                                      | ジム                                                    |                                                                   |
| 1959   | 北北西に進路を取れ North by Northwest                                       | フィリップ・ヴァンダム                                  |                                                                   |
| 1959   | 地底探検 Journey to the Center of the Earth                                 | オリヴァー・S・リンデンブルック                         |                                                                   |
| 1959   | 美女と詐欺師 A Touch of Larceny                                             | マックス・イーストン                                    |                                                                   |
| 1962   | ロリータ Lolita                                                             | ハンバート・ハンバート教授                              |                                                                   |
| 1962   | 野性の太陽 Tiara Tahiti                                                     | Capt. Brett Aimsley                                     |                                                                   |
| 1963   | 潜水艦ベターソン Beta Som                                                   | Captain Blayne                                          |                                                                   |
| 1964   | ローマ帝国の滅亡 The Fall of the Roman Empire                               | ティモニデス                                            |                                                                   |
| 1964   | 女が愛情に渇くとき The Pumpkin Eater                                        | ボブ・コンウェイ                                        |                                                                   |
| 1965   | ロード・ジム Lord Jim                                                       | ブラウン                                                | 日本の伊丹十三（一三）と共演。                                    |
| 1965   | ジンギス・カン Genghis Khan                                                 | カム・リン                                              |                                                                   |
| 1965   | 太陽が目にしみる Los Pianos mecánicos                                       | パスカル                                                | 日本の岸恵子と共演。                                              |
| 1966   | ブルー・マックス The Blue Max                                               | クルーガーマン伯爵                                      |                                                                   |
| 1966   | ジョージー・ガール Georgy Girl                                              | James Leamington                                        |                                                                   |
| 1966   | 恐怖との遭遇(死者にかかってきた電話) The Deadly Affair                      | チャールズ・ドブス                                      |                                                                   |
| 1968   | 太陽を盗め Duffy                                                            | チャールズ・カルヴァート                                |                                                                   |
| 1968   | うたかたの恋 Mayerling                                                      | フランツ・ヨーゼフ1世                                   |                                                                   |
| 1969   | としごろ Age of Consent                                                     | ブラッドレイ・モラハン                                  | 出演・製作                                                        |
| 1970   | 夜の訪問者 De la part des copains                                           | ロス                                                    |                                                                   |
| 1971   | 殺し Kill!                                                                  | アラン・ハミルトン                                      |                                                                   |
| 1971   | 無頼プロフェッショナル El hombre de Río Malo                                | フランシスコ・パコ・モンテロ                            |                                                                   |
| 1973   | シーラ号の謎 The Last of Sheila                                             | フィリップ                                              |                                                                   |
| 1973   | マッキントッシュの男 The MacKintosh Man                                     | ジョージ・ホイーラー                                    |                                                                   |
| 1973   | 真説フランケンシュタイン/北極に消えた怪奇人間! Frankenstein: The True Story | ジョン・ポリドン                                        | テレビ映画                                                        |
| 1974   | マルセイユ特急 The Marseille Contract                                       | ジャック・ブリザード                                    |                                                                   |
| 1974   | 新・おしゃれ泥棒 11 Harrowhouse                                             | チャールズ・D・ワッツ                                   |                                                                   |
| 1975   | マンディンゴ Mandingo                                                       | ウォレン・マックスウェル                                |                                                                   |
| 1975   | デッドリー・ディール La città sconvolta: caccia spietata ai rapitori        | Filippini                                               |                                                                   |
| 1975   | プリンセスの自叙伝 Autobiography of a Princess                              | シリル                                                  |                                                                   |
| 1975   | 怪盗軍団 Inside Out                                                         | アーネスト                                              |                                                                   |
| 1976   | さすらいの航海 Voyage of the Damned                                         | フアン・レモス                                          |                                                                   |
| 1977   | 戦争のはらわた Cross of Iron                                                | ブラント大佐                                            |                                                                   |
| 1977   | ナザレのイエス Jesus of Nazareth                                            | アリマタヤのヨセフ                                      | テレビ・ミニシリーズ                                              |
| 1978   | 天国から来たチャンピオン Heaven Can Wait                                    | ジョーダン                                              |                                                                   |
| 1978   | ブラジルから来た少年 The Boys from Brazil                                   | エドゥアルド・セイベルト                                |                                                                   |
| 1979   | 北海ハイジャック North Sea Hijack                                           | フランシス・ブリンスデン卿                              |                                                                   |
| 1979   | 名探偵ホームズ/黒馬車の影 Murder by Decree                                  | ジョン・H・ワトソン                                     |                                                                   |
| 1979   | ザ・パッセージ/ピレネー突破口 The Passage                                   | John Bergson                                            |                                                                   |
| 1979   | 華麗なる相続人 Bloodline                                                    | アレック・ニコルス                                      |                                                                   |
| 1979   | 死霊伝説 Salem's Lot                                                        | リチャード・K・ストレイカー                             | テレビ映画                                                        |
| 1982   | 地中海殺人事件 Evil Under the Sun                                           | オデル・ガードナー                                      |                                                                   |
| 1982   | アイバンホー Ivanhoe                                                        | Isaac of York                                           | テレビ映画                                                        |
| 1982   | 12月の熱い夏/裏切りが呼ぶ、陰謀の炎 A Dangerous Summer                      | ジョージ                                                |                                                                   |
| 1982   | 評決 The Verdict                                                            | エド・コンキャノン                                      |                                                                   |
| 1984   | ジョージ・ワシントン George Washington                                      |                                                         | テレビ・ミニシリーズ                                              |
| 1985   | 炎のレジスタンス The Assisi Underground                                     | ニコリーニ                                              |                                                                   |
| 1985   | 死を呼ぶ晩餐 Dr. Fischer of Geneva                                          | フィッシャー                                            | テレビ映画                                                        |